# Mikako
Mikako（ミカコ、1994年6月7日 - ）は、日本のファッションモデル、スタイリスト、歌手。ガールズグループ・FAKYの元メンバー。

## 来歴
1994年6月7日、福岡に生まれる。幼少期、保育園のお遊戯会で披露したダンスをきっかけに、歌やダンスの練習に励むようになった。
高校時代はC&S音楽学院に通い、エイベックス・アーティストアカデミー福岡校で毎日レッスンを受けていた。通学中にK-POPガールズグループ・2NE1の「GO AWAY」のミュージックビデオを観て、女の子の自由な自己表現に衝撃を受けたことで、ダンスボーカルグループで活動したいという明確な夢を抱くようになった。
高校二年生の頃にエイベックスからオファーを貰い、オーディションを勝ち抜いて、高校卒業後の2013年7月29日、5人組女性ダンスボーカルグループ「FAKY」のオリジナルメンバーとしてデビュー。
2014年4月2日から7月2日まで、福岡のローカルワイドバラエティ番組『博多ステイハングリー』でMCを担当。
2015年10月、FAKYが約一年半の活動休止を経て再結成。
2016年11月25日、ロックバンドAcid Black Cherryのアルバムを題材とした映画『L-エル-』にマリー役で出演。
2020年4月25日、ファッションブランド「POCHER」の専属スタイリストに就任し、自らがセレクトした商品の販売を開始。
2020年9月2日、日本、韓国、中国、台湾、バンコクの五つの地域から50人のファッションアイコンに焦点を当てるDroptokyoのグローバルプロジェクト『FOREVER HEROES』に選出された。
2023年6月11日より、Netflixの恋愛リアリティ番組『オオカミちゃんには騙されない』に出演。
2024年1月13日、KT Zepp YokohamaでFAKYのラストライブ『FAKY ONEMANLIVE 2023 -DEPARTURE-』が開催され、同じく初期メンバーのLil' Fangと共にFAKYを卒業。
2024年3月31日、エイベックス・マネジメントを退所。
2024年4月8日、公式ウェブサイト「Mikako Official」を開設。
2024年9月6日、ファッションブランド「HANNE」とのコラボレーションアイテムを発売。

## 人物
血液型はA型。キャッチコピーは「美しさと愛らしさ、芯の強さを武器に自然体な魅力を放つ、大和撫子」。
透明感のある肌に黒髪ボブ、美脚が映える華奢なスタイルがトレードマーク。
ファッショニスタとして知られており、FAKYのスタイリングを手掛ける他、ファッションブランド『POCHER』で専属スタイリストとしても活動している。また自身のInstagramでは、「同じコーディネートは一切しない」をモットーに、毎日のコーディネートを投稿している。
座右の銘は「有言実行」と「正々堂々」で、「何事にも真っ直ぐ向き合っていきたいし、そういう風に生きてきたから」だと語っている。

## 作品

### 参加楽曲
- My Revolution / FEMM feat. Akina, Anna & Mikako (from FAKY)（80s / 90s J-POP REVIVAL、2017年10月18日）[15]

## 出演

### 映画
- L-エル-（2016年11月25日）- マリー 役[8]

### テレビ番組
- 博多ステイハングリー シーズン1（TNC、2014年4月2日 - 7月2日） - MC[7]

- The Usual Night いつもの夜 エピソード9（ABCテレビ、2022年5月15日）

### ウェブ番組
- オオカミちゃんには騙されない（Netflix、2023年6月11日 - 8月20日）[16]

### 写真展
- 三澤亮介 写真展 25's views（ダイトカイ、2019年12月6日 - 15日）[17]

### 掲載
- FOREVER HEROES（Droptokyo、2020年9月2日）[10]

### 広報
- ikaw UVスキンプロテクション ビジュアルイメージ（2023年10月2日）

## 公演

### コレクション
第6回 超十代 - ULTRA TEENS FES - 2021 PREMIUM（豊洲PIT、2021年3月30日）